# Mistrzostwa Europy w Lekkoatletyce 1938 – skok w dal kobiet

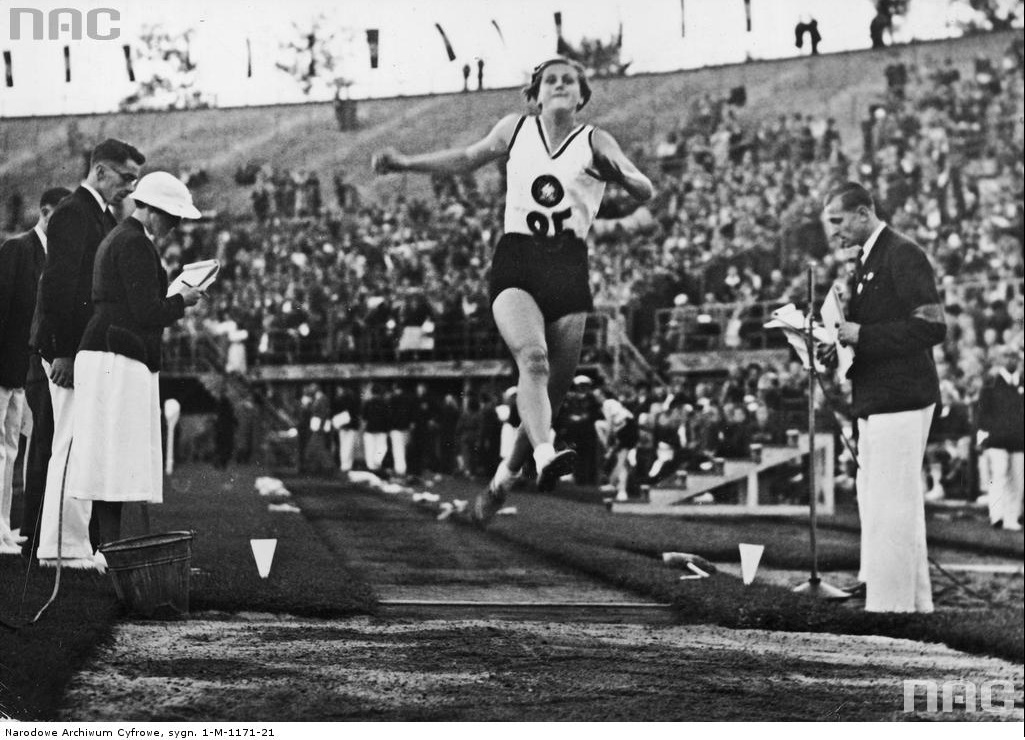
Irmgard Praetz podczas mistrzostw Europy w 1938

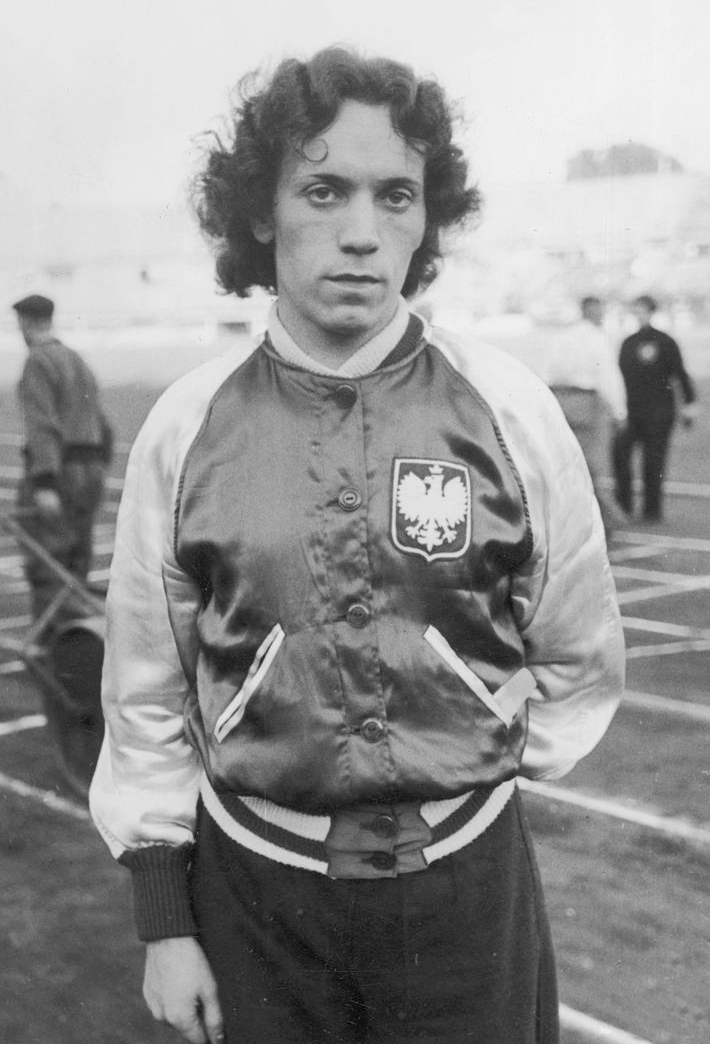
Stanisława Walasiewicz

Skok w dal kobiet był jedną z konkurencji rozgrywanych podczas II Mistrzostw Europy w Wiedniu. Został rozegrany 17 września 1938 roku. Zwyciężczynią tej konkurencji została Niemka Irmgard Praetz. W rywalizacji wzięło udział piętnaście zawodniczek z ośmiu reprezentacji.

## Rekordy
| Rekord świata | Kinue Hitomi (JPN) | 5,98 | Osaka, Japonia  | 20.05.1928 |
| Rekord Europy | Selma Grieme (GER) | 5,91 | Hanower, Niemcy | 03.08.1931 |

## Wyniki
| Miejsce | Zawodniczka            | Wynik | Uwagi |
| ------- | ---------------------- | ----- | ----- |
| 1       | Irmgard Praetz         | 5,88  | CR    |
| 2       | Stanisława Walasiewicz | 5,81  |       |
| 3       | Gisela Voß             | 5,47  |       |
| 4       | Ethel Raby             | 5,44  |       |
| 5       | Veronika Kohlbach      | 5,41  |       |
| 6       | Vedder Schenck         | 5,34  |       |
| 7       | Inge Schmidt-Nielsen   | 5,27  |       |
| 8       | Henryka Słomczewska    | 5,15  |       |
| 9       | Ita Penzo              | 5,08  |       |
| 10      | Martha Wretman         | 5,02  |       |
| 11      | Dorothy Cosnett        | 4,97  |       |
| 12      | Ingrid Hansson         | 4,90  |       |
| 13      | Anna Van Rossum        | 4,75  |       |
| 14      | Jeanne Pousset         | 4,51  |       |
| 15      | Ilse Uus               | 4,25  |       |